# Valentin Loos
Valentin Loos (Praga, Imperi Austrohongarès, 13 d'abril de 1895 - Praga, Protectorat de Bohèmia i Moràvia, 8 de setembre de 1942) va ser un jugador d'hoquei sobre gel i futbolista txecoslovac que va competir a començaments del segle xx.
El 1920, un cop superada la Primera Guerra Mundial, va prendre part en els Jocs Olímpics d'Anvers, on guanyà la medalla de bronze en la competició d' hoquei sobre gel. Quatre anys més tard, als Jocs de Chamonix finalitzà en cinquena posició. Va disputar sis Campionats d'Europa d'hoquei sobre gel, en què guanyà dues medalles d'or, dues de plata i una de bronze.
Anteriorment havia jugat a futbol amb el SK Slavia Praha i amb la selecció txeca als Jocs Interaliats de 1919.